# Шарени дани
Шарени дани је четврти студијски албум соло каријере Младена Војичића Тифе из 1994. године. Текстове за песме је писао сам Тифа, осим последње коју је написао Мустафа Чизмић. Албум је снимљен у сарајевском студију Блап, а издат за издавачку кућу Наши дани на аудио-касети.

## Списак песама
| №   | Назив                     | Трајање |  |
| 1.  | Кажу да сее љубав зове то |         |  |
| 2.  | Да ли си ме икад вољела   |         |  |
| 3.  | Зора је                   |         |  |
| 4.  | Не брини за нене          |         |  |
| 5.  | У боље сутра ћемо поћи    |         |  |
| 6.  | Шарени дан                |         |  |
| 7.  | Нису сви будале као ни    |         |  |
| 8.  | Моја Драгана              |         |  |
| 9.  | Није важно гд‌је је ко     |         |  |
| 10. | Грбавица                  |         |  |